# Régiment de marche sénégalais de l'Afrique-Occidentale française
Pour les articles homonymes, voir Régiment de marche de tirailleurs sénégalais.
Le régiment de marche du Sénégal est une unité militaire des troupes coloniales française pendant la Première Guerre mondiale. Formé au Sénégal de recrues ouest-africaines, il rejoint le front de France où il est directement subordonné au général Joffre, commandant en chef. Il est taillé en pièces en octobre 1914 et dissous le mois suivant.

## Création et différentes dénominations
- 1er septembre 1914 : formation du régiment de marche du Sénégal[1],[2], aussi appelé régiment de marche sénégalais de l'Afrique-Occidentale française[3] ou régiment de marche de tirailleurs sénégalais[4],[5]
- 19 novembre 1915 : dissolution du régiment, ses bataillons deviennent 17e, 18e et 19e bataillons de tirailleurs sénégalais[3]

## Chefs de corps
- 1er septembre - 4 octobre 1914 : colonel Lavenir[3],[6]
- 5 octobre - 19 novembre 1914 : colonel Mérienne-Lucas[3],[7]

## Historique
Le régiment est formé au Sénégal à la date du 1er septembre 1914. Le 1er bataillon (commandant Chasles) est mis sur pied à partir de quatre compagnies du 2e régiment de tirailleurs sénégalais.
Les bataillons du régiment débarquent à Marseille entre le 17 et le 28 septembre. Le 5 octobre, il est affecté à la division marocaine et prend position dans les tranchées près de Cormontreuil et Saint-Léonard,.

## Drapeau
Le régiment a disposé d'un drapeau,.

## Sources et bibliographie
- Journal des marches et des opérations (JMO) sur Mémoire des hommes :
  - Journal des marches et des opérations du régiment de marche (no 26 N 869/1) (lire en ligne).
  - Journal des marches et des opérations du 1er bataillon sénégalais (no 26 N 869/3) (lire en ligne).
- Marc Michel, L'appel à l'Afrique: contributions et réactions à l'effort de guerre en A.O.F. (1914-1919), Publications de la Sorbonne, 1982 (ISBN 978-2-85944-046-6, lire en ligne).